# Mesembryanthemum trichotomum
Mesembryanthemum trichotomum är en isörtsväxtart som beskrevs av Carl Peter Thunberg. Mesembryanthemum trichotomum ingår i Isörtssläktet som ingår i familjen isörtsväxter. Inga underarter finns listade i Catalogue of Life.